# Marga Cumming
Marga Cumming (* 12. Oktober 1998) ist eine südafrikanische Leichtathletin, die sich auf den Hammerwurf spezialisiert hat.

## Sportliche Laufbahn
Erste internationale Erfahrungen sammelte Marga Cumming im Jahr 2016, als sie bei den Afrikameisterschaften in Durban mit einer Weite von 55,48 m den siebten Platz im Hammerwurf belegte. 2019 nahm sie an der Sommer-Universiade in Neapel teil und gelangte dort mit 58,80 m auf Rang elf und anschließend wurde sie bei den Afrikaspielen in Rabat mit 55,57 m Neunte. 2022 klassierte sie sich bei den Afrikameisterschaften in Port Louis mit 57,74 m auf dem fünften Platz.
2021 wurde Cumming südafrikanische Meisterin im Hammerwurf.